# Олга Остроумова
Олга Михайловна Остроумова (на руски: О́льга Миха́йловна Остроу́мова; родена на 21 септември 1947 г.) е съветска и руска театрална и филмова актриса. Най-известна е с ролите си във филмите „Ще доживеем до понеделник“ (1968 г., дебютът ѝ), „А утрините тук са тихи“ (1972 г., награда „Сребърна нимфа“ на Италия), „Василий и Василиса“ (1981 г.).
През 1979 г. Олга Остроумова е удостоена с Държавната награда на СССР; през 1993 г. – със званието Народна артистка на Русия.

## Биография
Олга Остроумова е родена в Бугуруслан, Оренбургска област, Руска СФСР, Съветски съюз. През 1970 г. завършва Руската академия за театрално изкуство в Москва. Дебютът ѝ в киното като ученичка в гимназията във филма „Ще доживеем до понеделник“ (Доживём до понеделника, 1968) ѝ носи незабавна слава сред съветската публика.
От 1973 до 1983 г. тя работи в Московския театър на Малая Бронная, след което се премества в театър „Моссовет“, където продължава сценичната си работа, наред с филмови, а по-късно и телевизионни роли. През 1993 г. е удостоена със званието Народна артистка на Русия. Остроумова е омъжена за руския актьор Валентин Гафт. Живее и работи в Москва.

## Избрана филмография
| Заглавие                       | Роля                      | От   |
| ------------------------------ | ------------------------- | ---- |
| Ще доживеем до понеделник      | Рита Черкасова, ученичка  | 1968 |
| Море в пламъци                 | Юлия Приходко             | 1971 |
| А утрините тук са тихи         | Женя Комелкова            | 1972 |
| Земна любов                    | Маня                      | 1974 |
| Destiny                        | Manya Polivanova          | 1977 |
| Гаражът                        | Марина                    | 1979 |
| Василий и Василиса             | Василиса                  | 1981 |
| Лудият ден на инженер Баркасов | Софочка                   | 1983 |
| Кула                           | Кара Семеновна            | 1987 |
| Files                          | Nina                      | 1987 |
| Не се прави на глупак          | Полина                    | 1997 |
| Жени в игра без правила        | Мария Петровна Громова    | 2004 |
| Адмирал                        | Дария Федоровна Каменская | 2008 |
| Една любовна нощ               | Дария Матвеевна Урусова   | 2008 |
| Ефросиня                       | Олимпиада Журавская       | 2012 |
| Папата в София                 | Марина                    | 2014 |